# Neder-Over-Heembeek
Neder-Over-Heembeek [nedəʁ ovəʁ embek] , parfois abrégé en NOH, est une section de la ville de Bruxelles, située au nord de celle-ci, dans la Région de Bruxelles-Capitale, en Belgique. 
Ce fut une commune à part entière jusqu'à son incorporation à la ville en 1921, en même temps que Haren et Laeken. Elle n'a plus d'existence légale depuis lors, elle fait partie intégrante de la ville de Bruxelles. Son code postal est 1120. 
C'est notamment là que se trouve l'hôpital militaire Reine Astrid, accueillant les grands brûlés et les services de recrutements de la Défense belge.

## Histoire

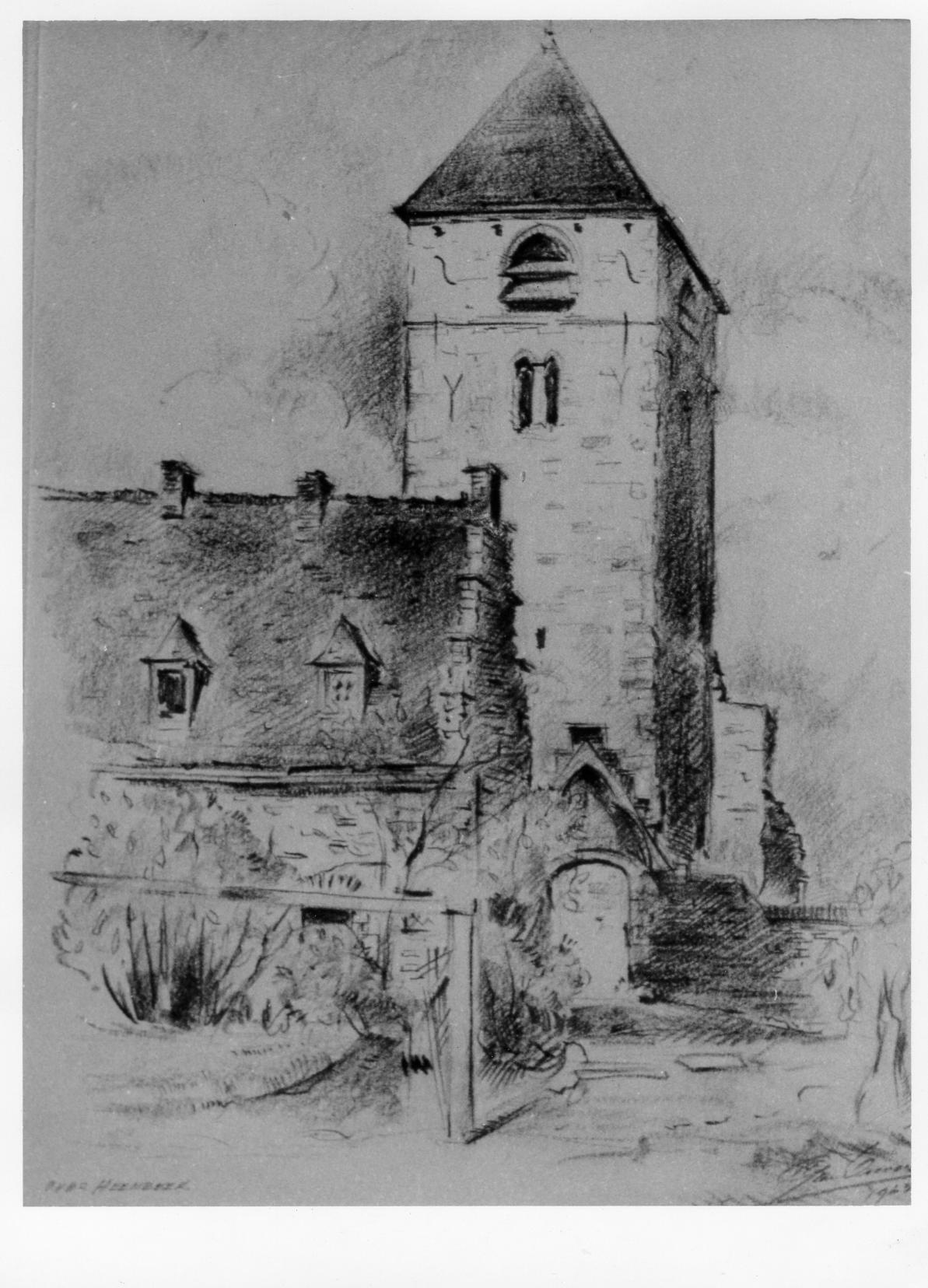
Le Kluis et la tour romane de Neder-Heembeek en 1963, dessin de Léon van Dievoet.

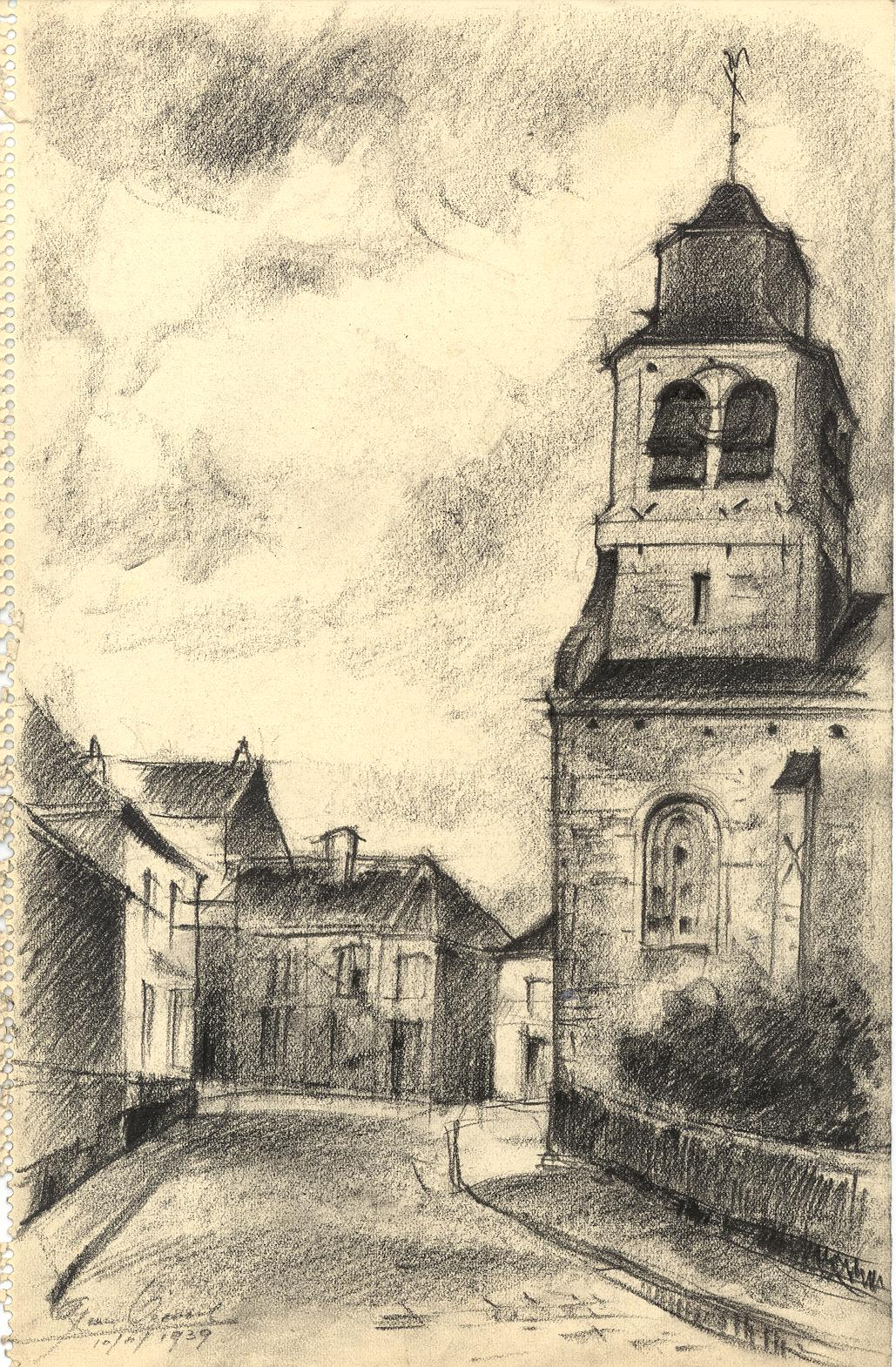
L'église Saint-Nicolas et le village de Neder-Over-Heembeek, en 1939 (Dessin par Léon van Dievoet).

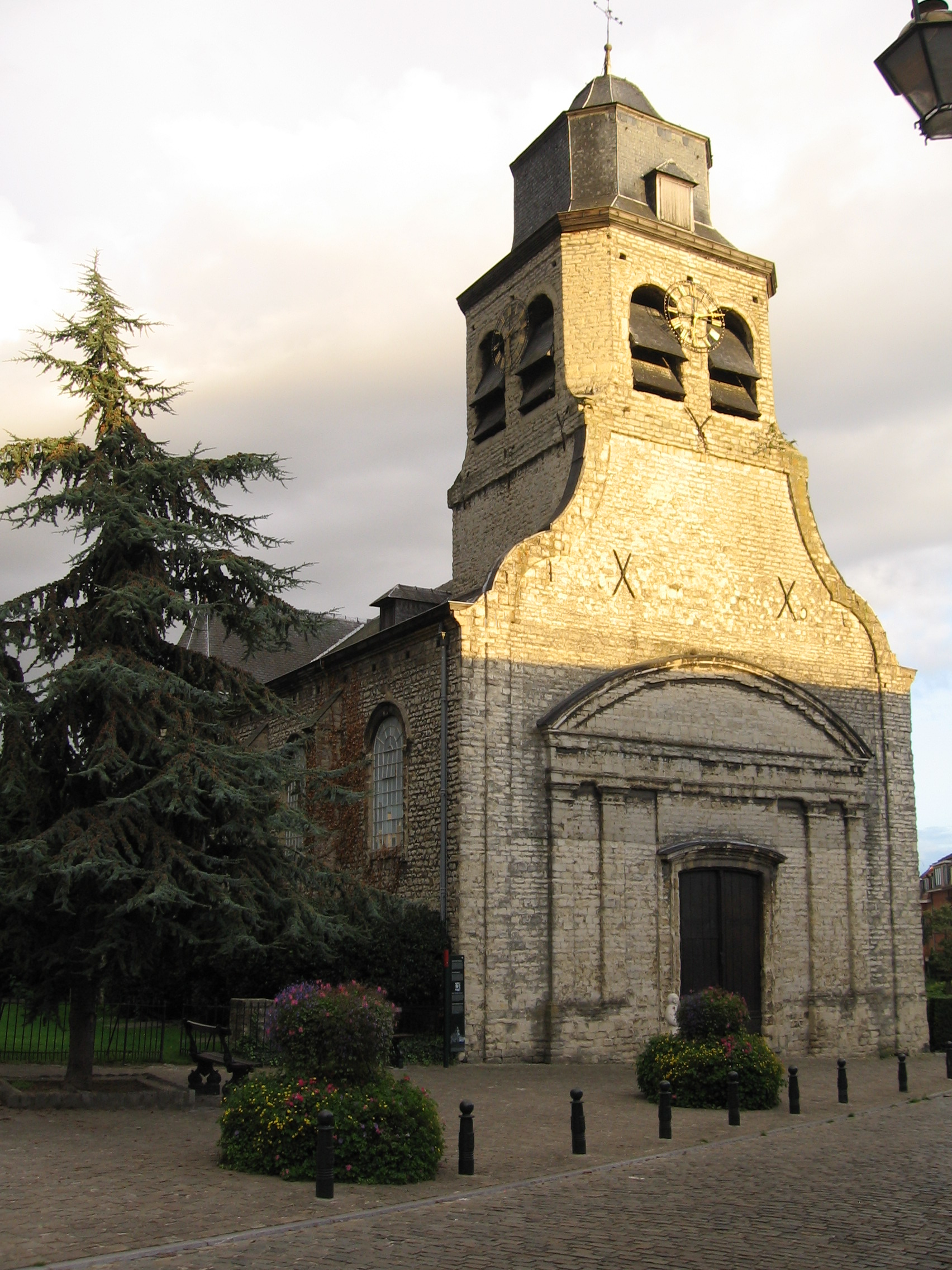
Over-Hembeek, église Saint Nicolas en 2009.

La localité est la seule en Région de Bruxelles-Capitale à pouvoir se prévaloir d’un acte authentique mentionnant son nom dès le VIIe siècle. Cet écrit en langue latine daté de 673 atteste la donation par le roi franc Théodoric (Thierry III) de Haimbecha à l’abbaye Saint-Vaast d’Arras. Le village sera ensuite revendu à l’abbaye de Dieleghem. 
Par la suite, différents actes antérieurs au XIIIe siècle renseignent Hembecca, Hembec ou Heembeek (autre nom encore employé informellement aujourd'hui, pour nommer une rue et divers services du quartier actuel).
C’est dans un texte daté de 1284 que l'on évoque pour la première fois l'existence de deux paroisses, desservies par un même prêtre, qui se partagent ce petit territoire : Neder-Heembeek (en latin, Heembeke inferior) et Over-Heembeek (en latin, Heembeke superior). En 1489, le village est saccagé et brûlé.
Au début du XVIIe siècle, le laboratoire de l'alchimiste et philosophe naturel Jean-Baptiste Van Helmont a été construit à Neder-Heembeek.
Fille unique du chevalier Jacques van Ophem, seigneur (par achat) d'Over-&-Neder-Heembeke, d'Aa et de la Franchise de Luttre, Conseiller-Receveur Général des Domaines du Roi au Quartier de Bruxelles, puis Conseiller et Commis des Domaines et Finances de Sa Majesté aux Pays-Bas, Marie Elisabeth se marie le 23 août 1655 avec Paul-Melchior de Villegas, baron d'Hovorst, Seigneur de Bouchout, de Werster, Woorschoten et de Viersel.
En 1784, Monsieur de Beughem était seigneur de Neder-Heembeeck et Monsieur van Uffel(e) (ou van Ussel(e) ?), baron d'Heembeeck, seigneur d'Over-Heembeeck.
Les principaux vestiges de cette époque sont certains éléments des églises des deux anciens villages. Seule la tour romane de l’église Saint-Pierre de Neder-Heembeek a résisté au temps. Datant du XIIe siècle, son aspect robuste lui vient de sa fonction de refuge, les habitants pouvaient en effet s’y barricader en cas d’attaque, en enlevant les échelles amovibles qui reliaient les différents étages. L’église reconstruite en 1860 fut détruite par un incendie provoqué par la foudre le 21 août 1932 et dut être rasée à l’exception de la tour, restaurée en 1960. Le petit bâtiment de l'ancien hospice pour indigents (le Kluis), situé derrière la tour et datant de 1487, a également été réhabilité. Quant à l’église Saint-Nicolas de Over-Heembeek, si certains éléments de sa tour sont aussi anciens que la tour romane de Neder-Heembeek, le bâtiment et son clocher ont été transformés au milieu du XVIIIe siècle et elle abrite aujourd’hui un musée local.
En 1814, les deux paroisses sont réunies en une seule entité portant le nom qu’on lui connaît aujourd’hui à la suite de la création de la commune en 1813 mais au lieu de reprendre l'ancien nom, ils en créent un nouveau : Neder-Over-Heembeek. 
En 1830, au Marly, le bourgmestre, Pierre-Joseph Meeûs, bien informé des événements bruxellois, décide de frapper un grand coup contre les troupes hollandaises : il s'efforça de rallier à la cause de la Révolution les habitants de sa commune. Le 27 septembre, au matin, il fit sonner le tocsin, réunit les villageois armés, leur fit arborer les couleurs nationales et invita les autorités des communes voisines à se joindre à lui. Il exécuta le même jour l'ordre des généraux Van Halen et van der Linden d'Hooghvorst d'occuper les postes principaux et la prison de Vilvorde. Ce qui lui valut la prestigieuse décoration de la croix de fer (Belgique), médaille créée pour honorer les citoyens ayant fait preuve d'une bravoure éclatante dans les combats menés pour l'indépendance nationale.
Les Meeûs vendent leur propriété vers 1832 à monsieur Le Gras de Saint-Germain.  Ils y sont restés cent-quarante ans. 
La commune, encore très rurale au début du XXe siècle, est annexée à la Ville de Bruxelles le 30 mai 1921 (par la loi du 30 mars 1921 publiée au Moniteur belge du 2 avril 1921) en raison de la présence sur son territoire d'une portion du canal maritime de Bruxelles à l'Escaut le long duquel était prévue l'implantation d'installations portuaires. À l'époque de l'annexion, la population de la commune s'élevait à 4 229 habitants.
Il s'y trouvait le château de Meudon rasé par la volonté de ses propriétaires en 1931 et dont il ne reste que les pavillons d'entrée et la porte néo-médiévale donnant sur le parc du même nom, classé en 1997.
C'est en 1935 que l'architecte Julien de Ridder (1891-1963) réalise l'actuelle église des Saints-Pierre-et-Paul, située place Peter Benoît. Cet imposant édifice comprend deux grandes tours de brique voulues par l'archevêché et censées symboliser les deux anciennes églises depuis désaffectées.

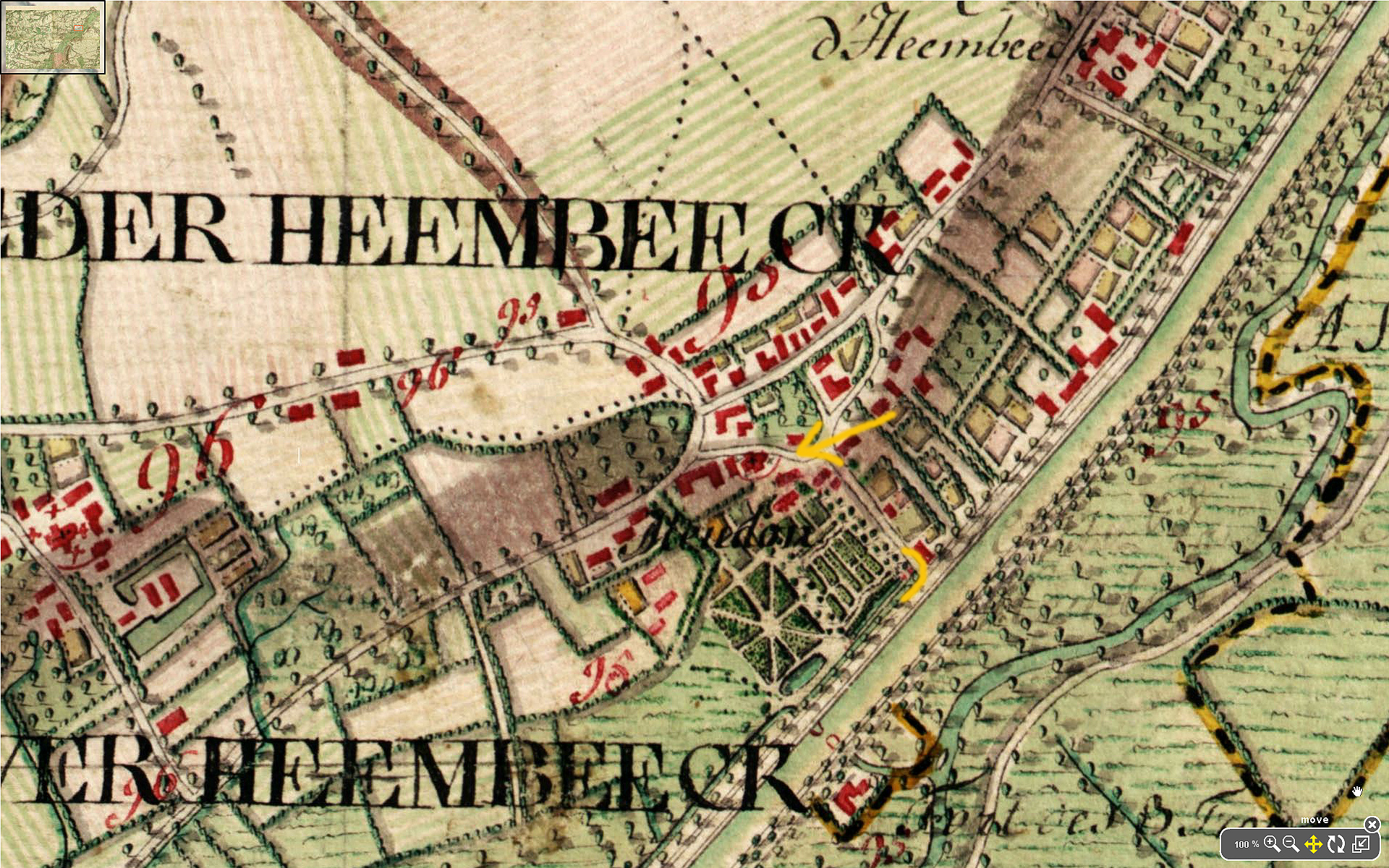
Carte Ferraris 1777- Neder-over-Heembeek, le château et la rue de Meudon.
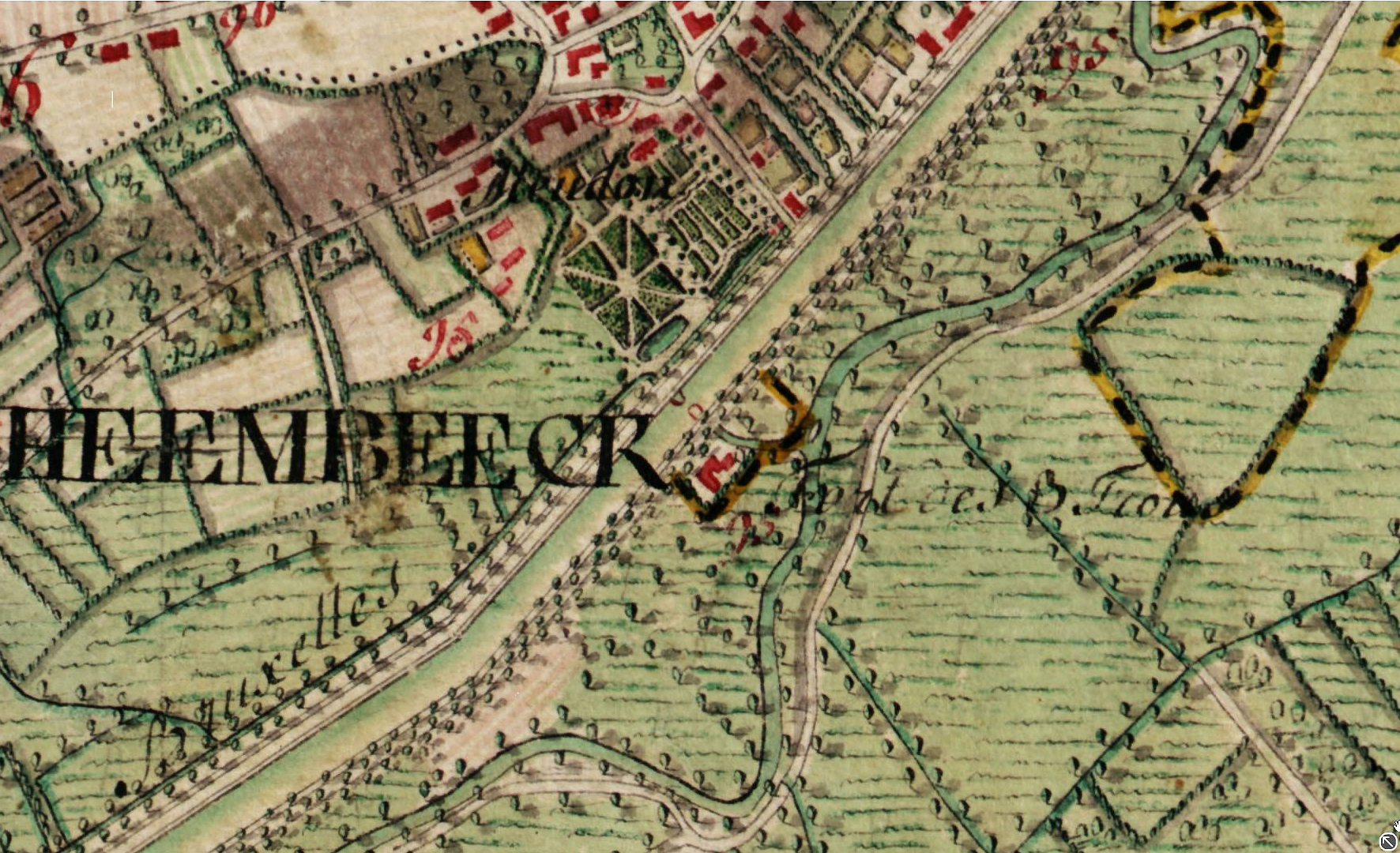
Neder-over-Heembeek : Fort des trois Trous (plan de Ferraris 1777).
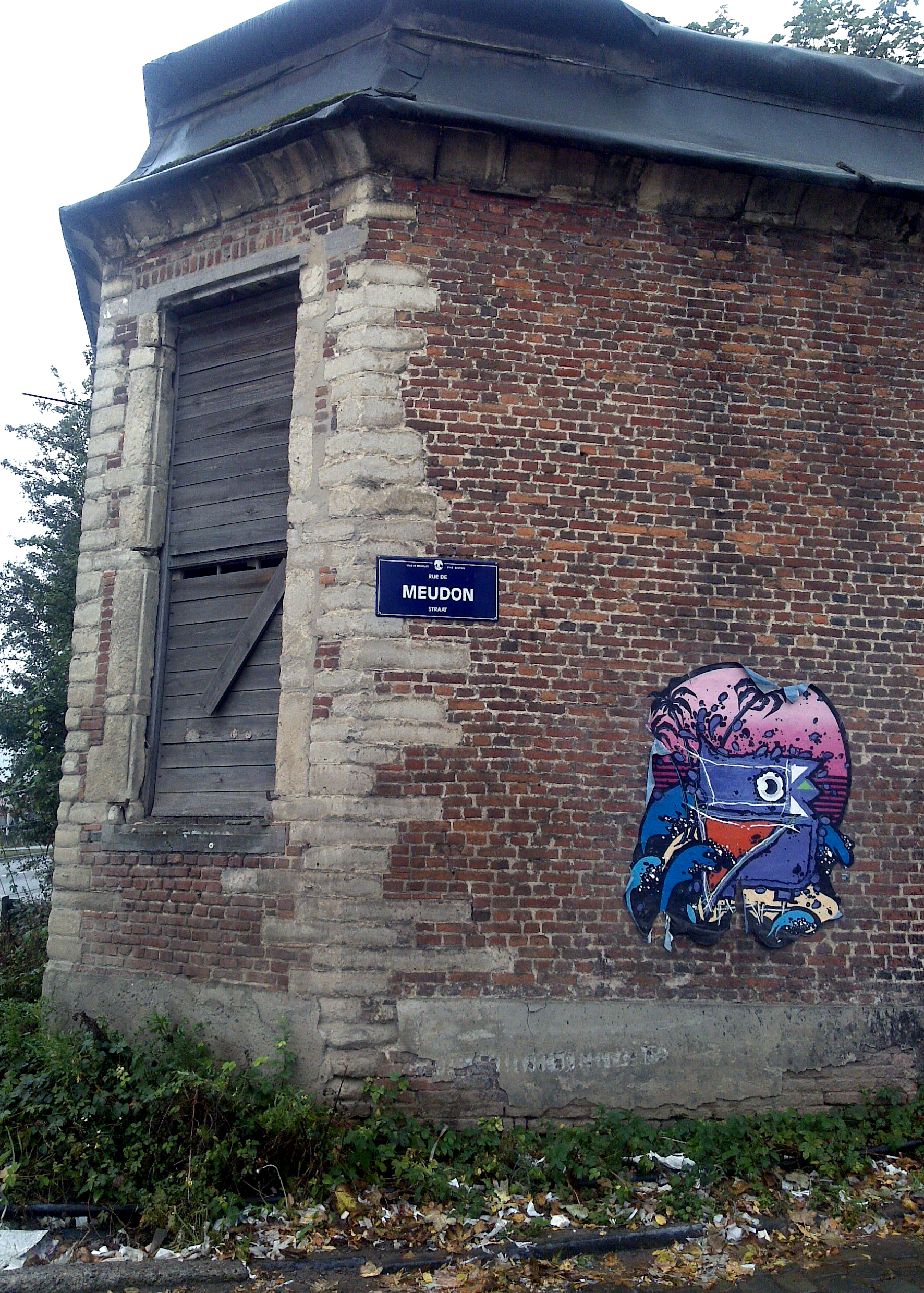
Pavillon du château de Meudon.
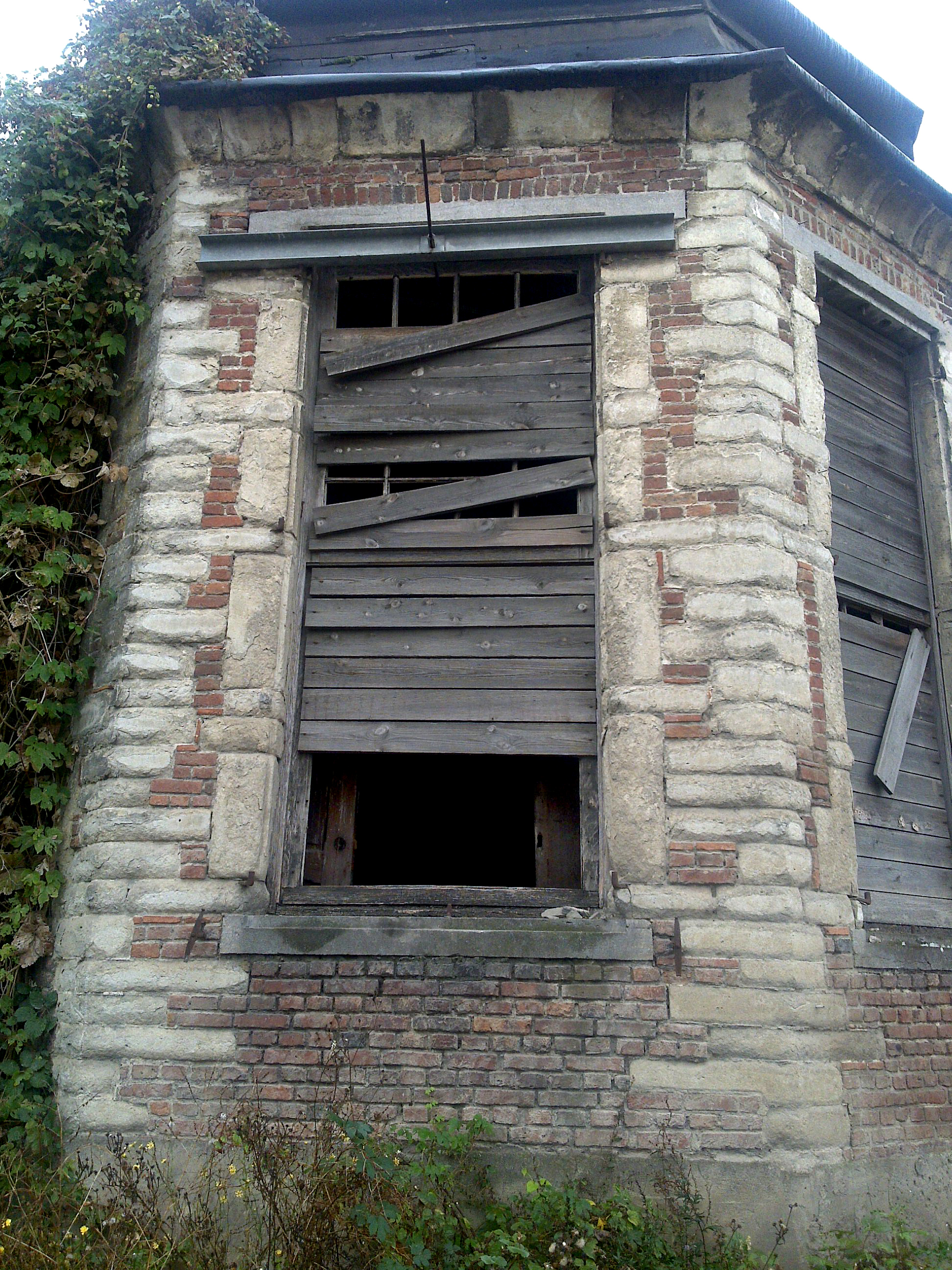
Neder-over-Heembeek : pavillon du château de Meudon (côté canal).
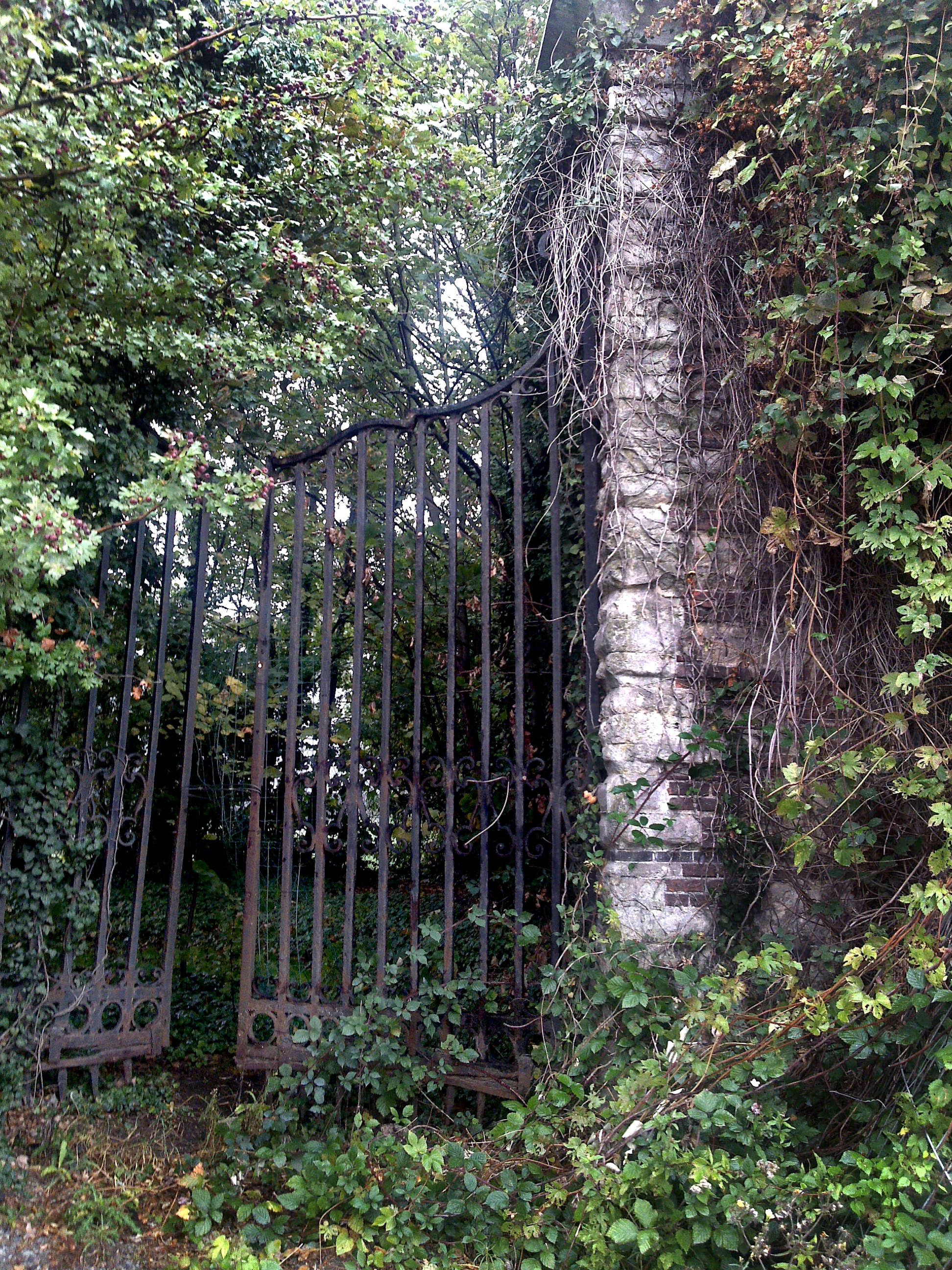
Neder-over-Heembeek : grille du pavillon du château de Meudon.

### Liste des bourgmestres de la commune
- 1815-1826 : Jean-Baptiste Meeûs (1779-1856). Maire puis bourgmestre[13] il passa ses pouvoirs à son neveu pour s'occuper de la construction du Jardin botanique de Bruxelles vers 1826.
- 1826-1832 : Pierre-Joseph Meeûs (1793-1873)[14].
- 1832-1840 : ?
- 1840-1851 : Henricus Cammaert[15]
- 1851-1868 : Petrus Joseph Vanderhaegen[15].
- 1869-1873 : Jean François De Cottignies[15].
- 1873-27 juin 1882 : Charles Peeters[15].
- 1883-1889 : Charles Cammaert[15].
- 1889-1903 : Philippe van der Elst[15].
- 1905-1910 : Georges de Ro[15].
- 1910-30 mai 1921 : Brion, dernier bourgmestre avant le rattachement à la ville de Bruxelles[15].

## Géographie

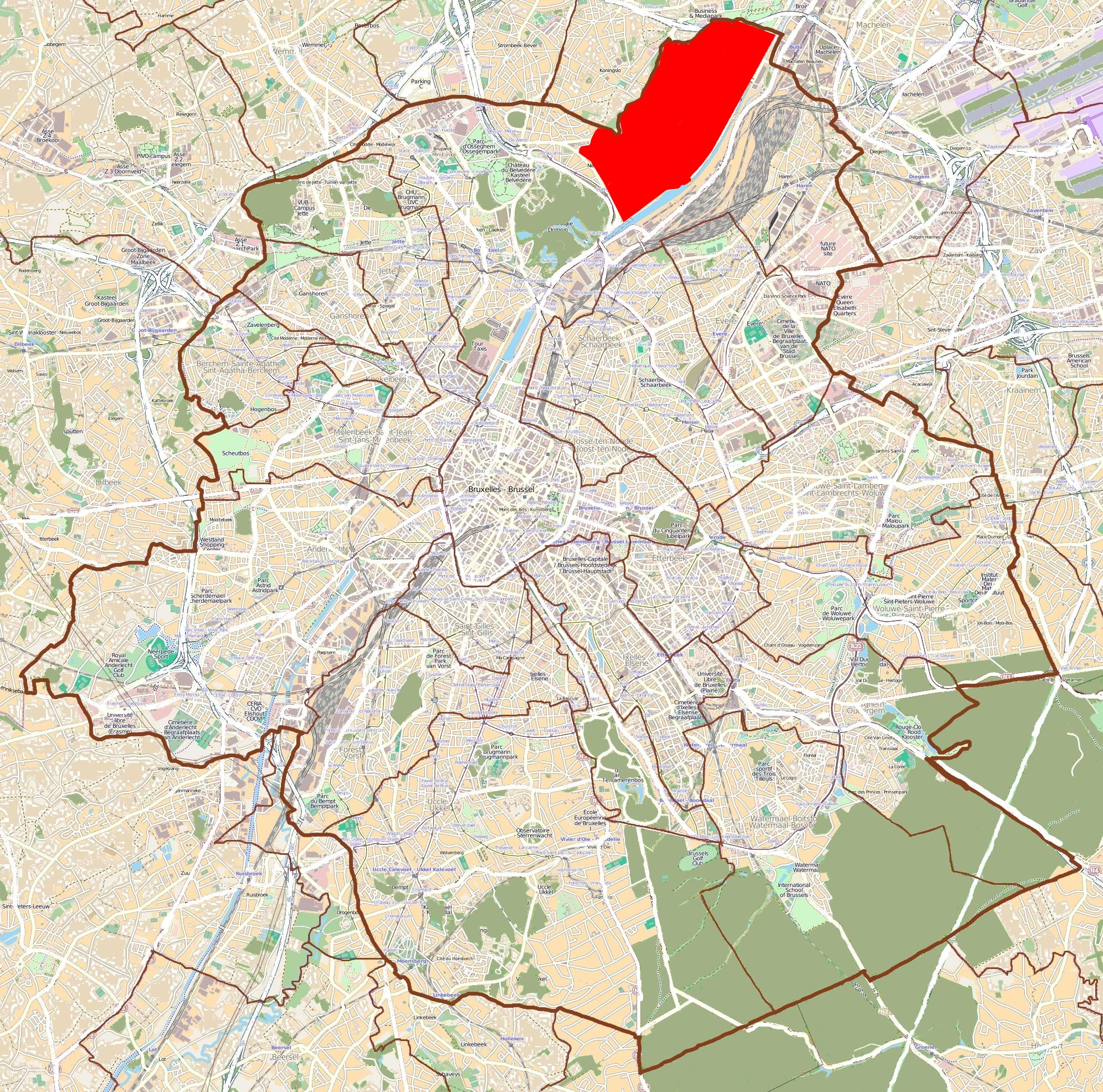
Carte ancienne commune de Neder-Over-Hembeek.

Les communes qui lui étaient limitrophes sont :
- Laeken (autrefois un des faubourgs de l’ancien Quartier de Bruxelles) et Haren de l'autre côté de la Senne (aujourd'hui du canal). Avec Neder-Over-Heembeek, elles ont toutes les trois été fusionnées en tant que sections dans la commune actuelle de la Ville de Bruxelles (voir le 2e District) ;
- Evere : une autre commune également dans la Région de Bruxelles-Capitale ;
- Strombeek (aujourd'hui un quartier de la section de commune de Strombeek-Bever, fusionnée dans la commune actuelle de Grimbergen) et Vilvorde : autrefois toutes deux dans le Quartier de Bruxelles et aujourd'hui dans la province du Brabant flamand, en Région flamande.

Neder-Over-Heembeek a énormément de liens avec le quartier du Mutsaard (aujourd'hui Laeken) avec lequel il entretient des relations importantes au niveau commercial, scolaire, paroissial, etc. mais avec qui également il forme parfois une unique zone par exemple pour le stationnement ou l’environnement. Ce quartier a une origine complexe. Le nom vient d'une auberge tandis qu'une partie du quartier était sur Over-Heembeek avant son annexion par Laeken (en compensation d'une perte de territoire ailleurs) ; et une autre partie provient d'un hameau qui a disparu par l'extension du domaine royal. De plus, le quartier s'étend sur les anciennes communes de Strombeek-Bever et Vilvorde, le centre du hameau du Mutsaard étant la place du Mutsaert.

## Sports
La petite localité bruxelloise possède trois clubs de football : le Sporting Bruxelles Brussels city et le
Black Star N-O-H. Le Sporting Bruxelles occupe les installations du centre sportif communal Nord tandis que le Black Star évolue dans le Sud de la commune, non loin de Schaerbeek.
Un stade flambant neuf a vu le jour début 2018 : le stade Nelson Mandela. C'est le Sporting Bruxelles qui profite de cette nouvelle enceinte qu'il partage avec l'équipe nationale belge de Rugby.
Les deux équipes n'ont jamais atteint le niveau national du football belge. Elles évoluent aujourd'hui en séries provinciales.
Basket-ball : Le Brussels Basketball, ou Excelsior Brussels, est basé dans la salle omnisports du complexe sportif annexé à la piscine municipale, rue du Lombartzyde. Le club évolue sans interruption en première division nationale masculine depuis 2013, devenue BNXT League (Belgique + Pays-Bas) en 2021.

## Hôpital
L'hôpital militaire Reine Astrid (HMRA) se trouve à Neder-Over-Heembeek. Situé au no 1 de la rue Bruyn, il abrite un service des grands brûlés très renommé pour ses compétences.

## Transports
Une station du réseau de transport de Bruxelles porte le nom usuel Heembeek de l’ancienne commune et du quartier actuel autour de la rue de Heembeek, sur l’avenue des Croix du Feu et en bordure du parc du Domaine royal de Laeken.
La section est desservie par les lignes 7, 10 et 35 du tramway de Bruxelles et par les lignes 47, 53 56 et 83 des autobus de Bruxelles.

## Habitants célèbres
- Jean-Baptiste Van Helmont, alchimiste, y vécut.  Même si sa maison fut détruite, une rue porte encore le nom Venelle de l’Alchimiste en son honneur.
- Steven Vanackere, homme politique flamand.
- Bert Anciaux, homme politique flamand.